# Mário Moutinho
Mário Augusto de Sousa Moutinho (Porto, 1 de Julho de 1946) é um actor, produtor e programador cultural português. Participou em mais de 70 peças teatrais. Ficou conhecido do grande público através da criação das personagens Guarda Serôdio na série Os Amigos do Gaspar (RTP 1986) e Marcial Andrade na série Os Andrades (RTP 1994/96).  

## Biografia
Tem formação artística na área do cinema, mas é no teatro que desenvolve grande parte da sua carreira, tendo também experiência profissional nas áreas da televisão, rádio, produção e animação sociocultural. 
Inicia a atividade profissional como locutor e realizador radiofónico nos Emissores do Norte Reunidos em 1969 e participa como ator em programas de rádio teatro.  
Em 1977, estreia-se como ator na companhia semiprofissional TAI de que é um dos fundadores onde trabalha também como encenador, autor e coautor.  
Entra para os quadros do FAOJ – Fundo de Apoio aos Organismos Juvenis (depois Instituto Português da Juventude) como técnico de animação cultural, em 1980. Estagia com André Abet, em Montpellier e participa no seu filme Chimères. É nomeado formador principal e coordenador dos cursos e estágios na área de cinema e vídeo do FAOJ. Alguns trabalhos finais dos cursos ganham prémios nacionais e internacionais, com destaque para o Grande Prémio no Being Young Festival, em Viena (Áustria) em 1985. Três anos depois, é-lhe atribuído o Prémio pelo melhor conjunto de obras apresentadas no Audiovisual Lisboa 88. Cria e dirige o festival de cinema Juvecine, com 7 edições entre 1981 e 1987. Realiza os seus primeiros filmes: os documentários Artesanato do Linho em S. Pedro de Rates, Afurada Margem e Imagem e a curta-metragem de ficção Abertura da Exposição.
Com A Árvore dos Patafúrdios, da autoria de Sérgio Godinho, inicia em 1985 uma colaboração com a RTP Porto em infantojuvenis que virá a continuar, a partir de 1996, em séries de ficção.  
Onze anos depois de ter criado a primeira companhia, funda, em 1988, com João Paulo Seara Cardoso, Ana Queiroz, Carlos Magalhães, Rosa Ramos e João Lóio,  o Teatro de Marionetas do Porto onde, para além de trabalhar como coautor e ator/manipulador, assume, até 2001, as funções de diretor de produção. É, desde essa altura, elemento da direção da companhia.  
Sai do Instituto da Juventude em 1989 para assumir funções de diretor de produção do Coliseu do Porto, onde esteve até 1991. A partir daí, dedica-se exclusivamente ao teatro, à televisão e à produção audiovisual.     
Nos primeiros anos de seu percurso como ator, entre 1977 até ao virar do século, trabalha principalmente no TAI, no Teatro de Marionetas do Porto e na Seiva Trupe, com destaque para as peças Taqueto Tacalado e Viratepafrente, a sua segunda incursão na técnica do clown, e O Gato Malhado e a Andorinha Sinhá, ambos no TAI, Vida de Esopo e Vai no Batalha,  no Teatro de Marionetas do Porto e Beijo no Asfalto, Cais Oeste, Amadeus e Paixões, na Seiva Trupe. 
Na televisão, depois da participação nas séries para crianças Contos das Mil e Uma Noites, Mopi, A Árvore dos Patafúrdios, Os Amigos do Gaspar e No Tempo dos Afonsinhos, é ator permanente na série Clube Paraíso, em 1984, sob a direção artística de Paulo Grisolli e ator principal em Os Andrades sob a direção de António Moura Ramos. 
São dos anos 90 alguns dos seus trabalhos mais reconhecidos pelo público. No teatro, a já referida Vai no Batalha, uma revista em marionetas de que é coautor com José Topa, João Paulo Seara Cardoso, Luís Miguel Duarte e Carlos Tê. Em televisão, Os Amigos do Gaspar e Os Andrades. 
Também nessa altura funda e dirige a Apiarte, uma produtora de projetos audiovisuais independentes, arte eletrónica e videoarte, o que lhe permite intensificar a atividade na criação e produção audiovisual. Neste sector, trabalha com o Museu de Serralves, o Rivoli Teatro Municipal, o Teatro Nacional S. João e também com artistas plásticos portugueses e estrangeiros na criação de videoarte. Coordena o sector vídeo das 3 edições das Jornadas de Arte Contemporânea do Porto. Realiza os filmes A História da Carochinha para a Silampus, Lugar Comum para a peça do mesmo nome do Ensemble Sociedade de Actores, Making of Coisas e Loiças para o Museu Soares dos Reis e dezenas de promocionais para televisão. Produz filmes de André Delhaye e Paulo Castro e é assistente de produção no Porto do filme italiano Mi ricordo, si, io mi ricordo, um auto-retrato de Marcelo Mastroanni realizado por Anna Maria Tatò e produzido por Mario Di Biase
Como criador de vídeos de cena, encenador, assistente de encenação, autor e actor, colabora com diversas companhias, principalmente da cidade do Porto, onde trabalha com Carlos Avilez, de quem foi assistente, Alberto Bokos, Júlio Castronuovo, Roberto Lage,  Júlio Cardoso, Roberto Merino, José Caldas, João Paulo Seara Cardoso, Fernanda Lapa, Fernando Gomes, José Leitão, José Carretas, Norberto Barroca, Castro Guedes, José Topa e Claire Binyon.
No cinema, participa em filmes de Manoel de Oliveira, António-Pedro Vasconcelos, João Mário Grilo, José Fonseca e Costa, Fernando Augusto Rocha, Jean-Claude Biette, André Abet, Paulo Rocha, Saguenail e Rodrigo Areias. 
Em 2001 é convidado para a direcção do FITEI Festival Internacional de Teatro de Expressão Ibérica  e em 2005 assume a direcção artística do festival, cargo que exerce até 2013 e que o obriga, em 2006, a sair da Apiarte.
Entre 2004 e 2010 trabalha principalmente como encenador e assistente de encenação, em paralelo com a direção artística do FITEI. São desse período as encenações de Histórias do Fim da Rua, de que é autor da versão cénica, e a ópera para público infantojuvenil A Árvore dos Sonhos, para a qual escreveu o libreto. Dirige artisticamente Quem conta um Conto, projeto que integrou as comunidades imigrantes na cidade do Porto. Algumas das últimas encenações desse período são Uma amizade assim, espetáculo baseado nas músicas de João Loio e Jorge Constante Pereira e a peça para a infância e juventude Pirilampo. Destaque também para Sinfonia Erasmus, como autor da ideia original e a encenação da ópera A Flauta Mágica, de Mozart, para a Orquestra Filarmonia das Beiras. 
Também neste período, entre 2003 e 2016 intensifica as participações, principalmente como ator, mas também em direção de atores, como produtor ou assistente de realização em curtas-metragens, nomeadamente de Saguenail , de Regina Guimarães e de jovens realizadores. 
Depois de sair da direção artística do FITEI, o seu regresso ao grande ecrã é marcado por A Parede, de Carlos Coelho Costa, em 2013, à televisão por Mulheres de Abril, em 2014, e ao teatro por Pequeno Trabalho para Velho Palhaço, de  Matëi Visniec, em 2016. Seguiram-se, na televisão, as séries 4 Play, Dois minutos para mudar de vida, O Nosso Cônsul em Havana e duas pequenas participações nas novelas Amar Demais e Amor Amor. Regressa ao cinema em filmes de Saguenail, Rodrigo Areias, Luís Ismael e Tiago Guedes.
Dos seus trabalhos mais recentes no teatro destacam-se À espera de Beckett, de Jorge Louraço Figueira; Fausto, de Roberto Merino a partir de Christopher Marlowe; A longa noite de Camilo de Pedro Estorninho; Tartufo, de Molière; Little B, de que é coautor e coencenador com Carlos Costa, Ana Vitorino e Sara Barros Leitão; A Noite, de José Saramago. Convocam-se os Ventres das Mulheres de Portugal, produção da Seiva Trupe; Para lá da Persona, de que também é coautor; Acto Cultural, de Ignacio Cabrujas; Sopa de Pedra, que marca o seu regresso à encenação de marionetas; O 25 de Abril Nunca Aconteceu, apresentado no Teatro Carlos Alberto e produzido pela Palmilha Dentada; Orfeu e Eurídice, com encenação de Roberto Merino; e ainda colaborações diversas nas criações de Visões Úteis, Teatro de Marionetas do Porto e Teatro Constantino Nery.
Foi presidente da Plateia Associação para os Profissionais das Artes Cénicas e integrou os corpos directivos desde a fundação até 2023. Em 2019 publicou o livro “Teatro Semiprofissional no Porto Arte, Activismo e Experimentalismo nos Anos 70 e 80” em colaboração com a jornalista Luísa Marinho.

## Cinema
| Ano  | Título                       | Realização                        |
| 2021 | Restos do Vento              | Tiago Guedes                      |
| 2019 | O Filho Pródigo              | Luísa Pinto e Carlos Coelho Costa |
| 2018 | Sefarad                      | Luís Ismael                       |
| 2018 | Surdina                      | Rodrigo Areias                    |
| 2015 | Trela Curta                  | Saguenail                         |
| 2013 | A Parede                     | Carlos Coelho Costa               |
| 2003 | Vanitas                      | Paulo Rocha                       |
| 1998 | Trânsito Local               | Fernando Augusto Rocha            |
| 1998 | Jaime                        | António Pedro Vasconcelos         |
| 1998 | Três Pontes Sobre o Rio      | Jean Claude Biette                |
| 1998 | Longe da Vista               | João Mário Grilo                  |
| 1996 | Viagem ao Princípio do Mundo | Manoel de Oliveira                |
| 1995 | Cinco Dias, Cinco Noites     | José Fonseca e Costa              |

## Televisão
| Ano         | Título                        | Género                  | Personagem                      |
| 2023        | Puresta cidade                | Vídeo-clip              | Detetive                        |
| 2023        | O Sousa no Porto              | série                   | Tio                             |
| 2021 SIC    | Amor Amor Vol.2               | telenovela              | Presidente da Junta do Bustelo  |
| 2021        | Vai no Batalha                | série Cinemas Mythiques | Amigo                           |
| 2021 TVI    | Amar Demais                   | telenovela              | Fornecedor                      |
| 2019        | 2' Minutos para mudar de vida | série                   | Abílio, Figueiredo, Contínuo    |
| 2018 RTP    | O Nosso Cônsul em Havana      | série                   | Avô do Eça                      |
| 2017 RTP    | 4Play                         | série                   | João                            |
| 2014 RTP    | Mulheres de Abril             | série                   | Farmacêutico                    |
| 2006 RTP    | Triângulo Jota                | série                   | Silvino Coutinho                |
| 2001 RTP    | Elsa                          | série                   | Aurélio                         |
| 2000 RTP    | Almeida Garrett               | série                   | Sargento                        |
| 1999 RTP    | Major Alvega                  | série                   | Vasco Ribeirinho                |
| 1994 RTP    | Clube Paraíso                 | série                   | Juvenal Rodrigues               |
| 1994/96 RTP | Os Andrades                   | série                   | Marcial Andrade                 |
| 1992 RTP    | Contos das Mil e Uma Noites   | série juvenil           | Carrasco                        |
| 1991/92 RTP | No Tempo dos Afonsinhos       | série Juvenil           | Chefe, Guerreiro Gago           |
| 1990 RTP    | Mópi                          | série juvenil           | Carteiro                        |
| 1986 RTP    | Os Amigos de Gaspar           | série juvenil           | Guarda Serôdio, Neca, Professor |
| 1985 RTP    | A Árvore dos Patafúrdios      | série juvenil           | No Tempo dos Afonsinhos         |

## Teatro
| Ano  | Título                                             | Companhia                     | Função                              | Encenação                                       |
| 2024 | Teatro AoVido                                      | Teatro Ensaio                 | Ator                                | Pedro Estorninho                                |
| 2024 | Orfeu e Eurídice                                   | Teatro de Marionetas do Porto | Ator e assistente de encenação      | Roberto Merino                                  |
| 2024 | Marcha dos Bonecos                                 | Teatro Constantino Nery       | Ator                                | Jorge Louraço Figueira                          |
| 2024 | O 25 de Abril Nunca Aconteceu                      | Palmilha Dentada              | Ator                                | Ricardo Alves                                   |
| 2023 | Armazém 88                                         | Teatro de Marionetas do Porto | Aconselhamento artístico            | Encenação coletiva                              |
| 2023 | Sopa de Pedra                                      | Trava-Línguas                 | Encenador                           | Mário Moutinho                                  |
| 2023 | Acto Cultural                                      | Apuro                         | Ator                                | Emanuel Rodrigues                               |
| 2022 | Tang Ping um western moderno sobre não ser ninguém | Visões Úteis                  | Voz off                             | Ana Vitorino e Carlos Costa                     |
| 2022 | Para lá da Persona                                 | Teatro Ensaio                 | Ator                                | Pedro Estorninho                                |
| 2022 | Convocam-se os Ventres das Mulheres de Portugal    | Seiva Trupe                   | Ator                                | Tó Maia                                         |
| 2022 | A Noite                                            | Teatro do Noroeste            | Ator                                | Ricardo Simões                                  |
| 2020 | A Dama das Camélias                                | TNSJ/Waddington&Maciel        | Voz off                             | Miguel Loureiro                                 |
| 2019 | Little B                                           | Visões Úteis                  | Ator, coautor e coencenador         | Sara Barros Leitão, Ana Vitorino e Carlos Costa |
| 2018 | Tartufo                                            | ESAP                          | Ator                                | Roberto Merino.                                 |
| 2018 | A Longa Noite de Camilo                            | TNSJ / Teatroensaio           | Ator                                | Pedro Estorninho                                |
| 2018 | Fausto                                             | Marionetas do Porto           | Actor / manipulador                 | Roberto Merino.                                 |
| 2018 | À espera de Beckett                                | Teatro da Trindade            | Ator                                | Jorge Louraço                                   |
| 2017 | O Filho Pródigo                                    | Narrativensaio                | Assistente de encenação             | Luísa Pinto                                     |
| 2017 | A Primeira Reunião de Câmara                       | Cabeças no Ar e Pés na Terra  | Ator                                | Hugo Sousa                                      |
| 2017 | Ou Isto ou Aquilo                                  | Quinta Parede/TNSJ            | Produção                            | José Caldas                                     |
| 2016 | Pequeno Trabalho para Velho Palhaço                | Seiva Trupe                   | Ator                                | Roberto Merino                                  |
| 2015 | Camilo cá e lá                                     | Projeto independente          | Ator                                | Mário Moutinho                                  |
| 2015 | Quem tem tudo quer por força ter canudo            | Projeto independente          | Ator                                | Renato Roque                                    |
| 2013 | Opera fiXi                                         | Fundação de Serralves         | Voz/canto                           | Kaffe Matthews                                  |
| 2012 | Sinfonia Erasmus                                   | FITEI                         | Ideia original                      | Claire Binyon                                   |
| 2011 | O contador de histórias conta histórias de teatro  | Projeto independente          | Autor e ator                        | Mário Moutinho                                  |
| 2011 | Préstito dos Desvalidos com Missa do Burro...      | Teatro Art'Imagem             | Ator                                | José Leitão                                     |
| 2010 | A Flauta Mágica                                    | Filarmonia das Beiras         | Encenador                           | Mário Moutinho                                  |
| 2009 | Viagem, Mala na Mão…                               | Arte Teatro Portucalense      | Dramaturgia e encenador             | Mário Moutinho                                  |
| 2009 | Tudo ou Nada                                       | ESMAE                         | Participação especial               | Fernando Mora Ramos                             |
| 2008 | Silent Movie                                       | Arte Teatro Portucalense      | Dramaturgia                         | Mário Moutinho                                  |
| 2007 | Pirilampo                                          | Meninos Cantores              | Versão cénica e encenador           | Mário Moutinho                                  |
| 2007 | O Resto do Mundo                                   | Visões Úteis                  | Voz-off                             | A. Vitorino, C. Costa e C. Martins              |
| 2006 | Oxigénio                                           | Seiva Trupe                   | Assistente de encenação             | Júlio Cardoso                                   |
| 2006 | António, Bispo do Porto                            | Seiva Trupe                   | Assistente de encenação             | Júlio Cardoso                                   |
| 2005 | Revelação                                          | Fundação Porto Social         | Versão cénica e encenador           | Mário Moutinho                                  |
| 2005 | Quando uma lágrima cai num poço em repouso         | Fundação Porto Social         | Encenador                           | Mário Moutinho                                  |
| 2005 | A Festa no céu                                     | Fundação Porto Social         | Encenador                           | Mário Moutinho                                  |
| 2005 | Noite de Natal na aldeia Dekanhka                  | Fundação Porto Social         | Encenador                           | Mário Moutinho                                  |
| 2005 | Na tal noite                                       | Fundação Porto Social         | Versão cénica e encenador           | Mário Moutinho                                  |
| 2004 | Histórias do Fim da Rua                            | Arte Teatro Portucalense      | Versão cénica e encenador           | Mário Moutinho                                  |
| 2004 | Uma amizade assim                                  | Meninos Cantores              | Dramaturgia e autor de textos       | Mário Moutinho                                  |
| 2004 | Quem Matou Ambrósio?                               | Seiva Trupe                   | Ator e diretor de cena              | José Topa e Claire Binyon                       |
| 2003 | A Árvore dos Sonhos                                | Meninos Cantores              | Ópera. Autor do libreto e encenador | Mário Moutinho                                  |
| 2002 | Os Gauleses no Teatro                              | Os Últimos                    | Ator                                | Fernando Ary                                    |
| 2001 | Amadeus                                            | Seiva Trupe                   | Ator e assistente de encenação      | Carlos Avilez                                   |
| 2001 | Paixões                                            | Seiva Trupe                   | Ator                                | Alberto Bokos                                   |
| 2000 | Porto do Século                                    | Seiva Trupe                   | Ator e diretor de cena              | Fernando Gomes                                  |
| 1999 | Odisseia                                           | Teatro Art'Imagem             | Ator                                | José Leitão                                     |
| 1999 | O Arco de Sant'ana                                 | Seiva Trupe                   | Ator e assistente de encenação      | Júlio Cardoso                                   |
| 1999 | Cais Oeste                                         | Seiva Trupe                   | Ator                                | Alberto Bokos                                   |
| 1998 | Isadora Duncan                                     | Casino da Póvoa               | Ator                                | Luísa Pinto e Castro Guedes                     |
| 1998 | Queima de Judas                                    | Teatro Bruto + Teatro Só      | Ator                                | José Carretas                                   |
| 1998 | Um Cálice de Porto                                 | Seiva Trupe                   | Ator                                | Norberto Barroca                                |
| 1997 | Viagem ao Centro do Porto                          | Seiva Trupe                   | Ator e diretor de cena              | Fernando Gomes                                  |
| 1997 | Mata Hari                                          | Projeto independente          | Ator                                | Luísa Pinto                                     |
| 1996 | Ópera do Malandro                                  | Seiva Trupe                   | Ator e coautor da versão            | Roberto Lage                                    |
| 1995 | Beijo no Asfalto                                   | Seiva Trupe                   | Ator                                | Roberto Lage                                    |
| 1995 | 600 Anos dos Bombeiros Portugueses                 | Projeto independente          | Ator                                | Norberto Barroca                                |
| 1995 | Porto D'Honra                                      | Seiva Trupe                   | Ator                                | Norberto Barroca                                |
| 1994 | Tambores da Noite                                  | Seiva Trupe                   | Ator                                | Julio Castronuovo                               |
| 1994 | Curral                                             | Seiva Trupe                   | Ator                                | António do Vale                                 |
| 1993 | Vai no Batalha                                     | Marionetas do Porto           | Coautor, ator e produtor            | João Paulo Seara Cardoso                        |
| 1992 | Feliz Ano Velho                                    | Seiva Trupe                   | Ator                                | Júlio Cardoso                                   |
| 1992 | Proclamação do Dr. Morcela e seus Conselheiros     | Ass. Ludotecas do Porto       | Ator                                | José Topa                                       |
| 1992 | Les Dernières Rêves de Bastienne                   | Theatre du Fleuve             | Leitor da versão portuguesa         | José Sobrecases                                 |
| 1989 | Vida de Esopo                                      | Marionetas do Porto           | Actor/manipulador                   | João Paulo Seara Cardoso                        |
| 1984 | O Gato Malhado e a Andorinha Sinhá                 | TAI                           | Ator                                | José Caldas                                     |
| 1983 | As Mãos e o Resto                                  | TAI                           | Coautor e ator                      | João Paulo Seara Cardoso                        |
| 1982 | Taqueto, Tacalado e Viratepafrente                 | TAI                           | Coautor e ator                      | João Paulo Seara Cardoso                        |
| 1982 | A ilha das Cores                                   | TAI                           | Coautor e ator                      | João Paulo Seara Cardoso                        |
| 1981 | Vamos Agarrar o Sol                                | TAI                           | Produtor e assistente de cena       | João Paulo Seara Cardoso                        |
| 1981 | Trupe Maravilha                                    | TAI                           | Coautor e ator                      | João Paulo Seara Cardoso                        |
| 1980 | Um, Dois, Três... era uma vez                      | TAI                           | Ator                                | João Paulo Seara Cardoso                        |
| 1979 | No Reino da Tailoucândia                           | TAI                           | Autor, ator e encenador             | Mário Moutinho                                  |
| 1978 | Fantoches, Palhaços e Música                       | TAI                           | Autor, ator e encenador             | Mário Moutinho                                  |
| 1978 | Panflas, Labita e Barbatana                        | TAI                           | Encenador                           | Mário Moutinho                                  |

## Criações audiovisuais para artes cénicas
| Ano  | Título                                             | Companhia                     | Encenação                |
| 2004 | É Dor o Meu Desejo                                 | Seiva Trupe                   | Júlio Cardoso            |
| 2004 | O Mundo de Alex                                    | Teatro de Marionetas do Porto | João Paulo Seara Cardoso |
| 2004 | Prometeu                                           | Teatro de Ferro               | Igor Gandra              |
| 2003 | Copenhagen                                         | Seiva Trupe                   | Júlio Cardoso            |
| 2003 | Pisa-relva                                         | Teatro de Ferro               | Igor Gandra              |
| 2003 | A Árvore dos Sonhos                                | Meninos Cantores              | Mário Moutinho           |
| 2003 | (A)tentados 2.0                                    | Assédio                       | João Pedro Vaz           |
| 2002 | Abaixo de Cão                                      |                               | Óscar Branco             |
| 2001 | Cinemascope                                        | Teatro Plástico               | Francisco Alves          |
| 2001 | Marlene                                            | Seiva Trupe                   | Júlio Cardoso            |
| 2001 | Amar Amália                                        | Atitudes                      | Rita Ribeiro             |
| 2000 | (A)tentados                                        | Assédio                       | João Pedro Vaz           |
| 2000 | Os 3 Porquinhos                                    | Teatro de Marionetas do Porto | João Paulo Seara Cardoso |
| 2000 | Fantástico Feminino                                | Ensemble                      | Né Barros                |
| 2000 | Amantes Voluntários                                | Seiva Trupe                   | Roberto Merino           |
| 2000 | Porto do Século                                    | Seiva Trupe                   | Fernando Gomes           |
| 2000 | Amália                                             | Atitudes                      | Óscar Branco             |
| 1999 | Cais Oeste                                         | Seiva Trupe                   | Alberto Bokos            |
| 1998 | Os Amores de Dom Perlimplim e Belisa em Seu Jardim | Art’Imagem                    | Roberto Merino           |
| 1998 | Maria Callas                                       | Luísa Pinto                   | Luísa Pinto              |
| 1998 | O Estranho caso do Trapezista Azul                 | Seiva Trupe                   | Júlio Cardoso            |
| 1998 | Exit                                               | Teatro de Marionetas do Porto | João Paulo Seara Cardoso |
| 1997 | Lugar Comum                                        | Ensemble                      | Fernanda Lapa            |
| 1977 | Homo                                               | TAI                           | Fernando Múrias          |

Ligações externas
- Mário Moutinho. no IMDb.
- Toda a arte é política

1. ↑  Carvalho, Paulo Eduardo e Costa, Isabel Alves (2005). Sinais de Cena - 4. Associação Portuguesa de Críticos de Teatro e Centro de Estudos Teatrais da Universidade do Porto. [S.l.]: Campo das Letras, Porto. pp. 54–55. ISSN 1646-0715
2. ↑  «Paulo Castro». BoCA - Biennial of Contemporary Arts. 23 de fevereiro de 2019. Consultado em 19 de janeiro de 2023
3. ↑  «Mario Di Biase». IMDb. Consultado em 9 de outubro de 2022
4. ↑  Cultural, Instituto Itaú. «Roberto Lage». Enciclopédia Itaú Cultural. Consultado em 19 de janeiro de 2023
5. ↑  Autran, paula (23 de outubro de 2017). «Roberto Merino: da Fuga da ditadura chilena à carreira no teatro em Portugal.». Liberoamérica (em espanhol). Consultado em 2 de fevereiro de 2023
6. ↑  Infopédia. «Fernanda Lapa - Infopédia». infopedia.pt - Porto Editora. Consultado em 19 de janeiro de 2023
7. ↑  http://www.fitei.com/pt/. «Espetáculos Presenciais». FITEI DIGITAL. Consultado em 3 de outubro de 2022
8. ↑  Redacção (5 de outubro de 2011). «Meninos Cantores do Município da Trofa festejaram 12 anos a cantar». Metronews - notícias da sua terra. Consultado em 31 de janeiro de 2023
9. ↑  «Estudantes estreiam "Sinfonia Erasmus" na estação de S. Bento». Viva Porto. 28 de maio de 2012. Consultado em 19 de janeiro de 2023
10. ↑  «Saguenail» (PDF)
11. ↑  Coimbra, Universidade de; Coimbra, Universidade de. «Centro de Dramaturgia Contemporânea». Centro de Dramaturgia Contemporânea. Consultado em 31 de janeiro de 2023
12. ↑  «QUEM SOMOS». QUEM SOMOS. Consultado em 31 de janeiro de 2023
13. ↑  «Teatro e revolução no Porto dos anos 70». www.jn.pt. Consultado em 3 de outubro de 2022
14. ↑  «Catalogo_ICA_Digital» (PDF)
15. ↑  O filho Pródigo trailer, consultado em 7 de novembro de 2022
16. ↑  SEFARAD de Luís Ismael (2019) – trailer, consultado em 7 de novembro de 2022
17. ↑  Lusa. «Filme "Surdina" de Rodrigo Areias ganha três prémios em festival catalão». PÚBLICO. Consultado em 7 de novembro de 2022
18. ↑  «Cinema Audiovisual de/from Portugal 2020 - Yumpu.com». www.yumpu.com. Consultado em 14 de novembro de 2022
19. ↑  «Saguenail» (PDF)
20. ↑  «Carlos Coelho Costa». IMDb. Consultado em 7 de novembro de 2022
21. ↑  Rocha, Fernando Augusto (3 de março de 2000), Trânsito Local, Numérica, consultado em 7 de novembro de 2022
22. ↑  «Jean-Claude Biette». MUBI. Consultado em 7 de novembro de 2022
23. ↑  Cinémas Mythiques, Kolam productions, Kolam productions, Parallell Cinéma, 18 de junho de 2016, consultado em 12 de novembro de 2022
24. ↑  Andrade, Sérgio C. «História do Batalha vai entrar numa série de "cinemas míticos" de todo o mundo». PÚBLICO. Consultado em 12 de novembro de 2022
25. ↑  «2' Minutos para mudar de vida». www.2minutos.pt. Consultado em 12 de novembro de 2022
26. ↑  P3/Lusa. «Esta série dá "2 Minutos Para Mudar de Vida"». PÚBLICO. Consultado em 12 de novembro de 2022
27. ↑  Contos das Mil e Uma Noites, HOP!, Miragem, RTP Porto, consultado em 12 de novembro de 2022
28. ↑  «Mópi». desenhosanimados-anos90.blogs.sapo.pt. Consultado em 14 de novembro de 2022
29. ↑  «TANG PING, um western moderno sobre não ser ninguém | Visões Úteis». www.visoesuteis.pt. Consultado em 14 de novembro de 2022
30. ↑  «Cadernos do Noroeste - 150 A Noite». www.cadernosdonoroeste.pt. Consultado em 31 de outubro de 2022
31. ↑  «"A Noite" de José Saramago, pelo Teatro do Noroeste / 7 a 24 Abril, Viana do Castelo | DGARTES». www.dgartes.gov.pt. Consultado em 31 de outubro de 2022
32. ↑  «Visões Úteis / Little B - Teatro Municipal do Porto». Visões Úteis  / Little B  -. Consultado em 31 de outubro de 2022
33. ↑  Andrade, Sérgio C. «Um espectáculo para Mário Moutinho, uma "cara familiar"». PÚBLICO. Consultado em 31 de outubro de 2022
34. ↑  «A longa noite de Camilo, folha de sala, TNSJ» (PDF). www.tnsj.pt. 2018. Cópia arquivada (PDF) em 2018
35. ↑  Santos, Hugo Pinto. «Camilo, ao anoitecer da vida». PÚBLICO. Consultado em 31 de outubro de 2022
36. ↑  «FAUSTO | Marionetas do Porto». Consultado em 31 de outubro de 2022
37. ↑  «Visão | O espetáculo "À Espera de Beckett ou Quaquaquaqua" é uma prova de resistência». Visão. 9 de janeiro de 2019. Consultado em 31 de outubro de 2022
38. ↑  «À Espera de Beckett ou QUAQUAQUAQUA | Teatro da Trindade INATEL». Teatro da Trindade. Consultado em 31 de outubro de 2022
39. ↑  «Seiva Trupe repõe no final do mês (janeiro) a peça "Pequeno Trabalho para Velho Palhaço"». Etc e Tal - Jornal. Consultado em 31 de outubro de 2022
40. ↑  «Opera fiXi (2013) – Bicrophonic Research Institute» (em inglês). Consultado em 31 de outubro de 2022
41. ↑  Sanz, Manuel Sesma (8 de junho de 2012). «Sinfonía Erasmus / Mario Moutinho - FITEI». Artezblai (em espanhol). Consultado em 31 de outubro de 2022
42. ↑  «Pequenos cantores afinam a voz para festa do concelho». www.jn.pt. Consultado em 7 de novembro de 2022
43. ↑  «Meninos Cantores da Trofa festejaram 13 anos com 'viagem' pelos autores que estão a estudar - Correio do Minho». correiodominho.pt. Consultado em 7 de novembro de 2022
44. ↑  Arvore dos sonhos, consultado em 31 de outubro de 2022
45. ↑  Oliveira, Maria José. «Mozart, o preferido de Deus». PÚBLICO. Consultado em 14 de novembro de 2022
46. ↑  «55 A Odisseia». www.teatroartimagem.org. Consultado em 31 de outubro de 2022
47. ↑  «VAI NO BATALHA | Marionetas do Porto». Consultado em 31 de outubro de 2022
48. ↑  «VIDA DE ESOPO | Marionetas do Porto». Consultado em 31 de outubro de 2022